# الطبيعة البشرية (فلم)
الطبيعة البشرية (بالإنجليزية: Human Nature) هو فيلم أمريكي-فرنسي أُنتج سنة 2001، كتبهُ تشارلي كوفمان وأخرجه ميشيل غوندري حيث كان بدايته في مسيرته الإخراجية. الفيلم من بطولة تيم روبنز، ريس ايفانز، ميراندا أوتو وباتريشيا أركيت.
تم استبعاد الفيلم من المنافسة في مهرجان كان السينمائي الدورة 54 في سنة 2001.

## طاقم التمثيل
- باتريشيا أركيت في دور لِيلا جوت
  - هيلاري داف في دور لِيلا جوت أصغر سناً
- تيم روبنز في دور ناثان برونفمان
- ريس ايفانز في دور باف
- روزي بيريز في دور لويس
- ميراندا أوتو في دور غابرييل
- بيتر دينكلاج في دور فرانك
- ماري كاي بلايس في دور السيدة برونفمان
- روبرت فوريستر في دور السيد برونفمان
- توبي هاس في دور أب باف

## روابط خارجية
- مقالات تستعمل روابط فنية بلا صلة مع ويكي بيانات